# Rob Nizet
Rob Nizet (Banjul, 14 aprile 2002) è un calciatore belga, difensore del Willem II.

## Carriera

### Club
Nizet ha iniziato a giocare a calcio nel settore giovanile dell'Anderlecht per poi passare nel 2019 al Norwich City e due anni dopo al Lecce, dove ha trascorso una stagione e mezza con la formazione Primavera.
Nel gennaio del 2023 è stato acquistato dal Lommel ed il 3 febbraio ha debuttato nel calcio professionistico nell'incontro di Challenger Pro League pareggiato 2-2 contro l'RSCA Futures. Il 20 gennaio 2024 ha firmato con gli olandesi del Willem II.

### Nazionale
Ha giocato nella nazionali giovanili belghe Under-15, Under-16, Under-17, Under-18 ed Under-19.

## Statistiche

### Presenze e reti nei club
Statistiche aggiornate al 29 settembre 2024.
| Stagione        | Squadra         | Campionato      | Campionato | Campionato | Coppe nazionali | Coppe nazionali | Coppe nazionali | Coppe continentali | Coppe continentali | Coppe continentali | Altre coppe | Altre coppe | Altre coppe | Totale | Totale | Totale |
| Stagione        | Squadra         | Comp            | Pres       | Reti       | Comp            | Pres            | Reti            | Comp               | Pres               | Reti               | Comp        | Pres        | Reti        | Pres   | Reti   |        |
| --------------- | --------------- | --------------- | ---------- | ---------- | --------------- | --------------- | --------------- | ------------------ | ------------------ | ------------------ | ----------- | ----------- | ----------- | ------ | ------ | ------ |
| 2022-2023       | Lommel          | D2              | 8          | 0          | CB              | 0               | 0               | -                  | -                  | -                  | -           | -           | -           | 8      | 0      |        |
| 2023-gen. 2024  | Lommel          | D2              | 8          | 0          | CB              | 1               | 0               | -                  | -                  | -                  | -           | -           | -           | 9      | 0      |        |
| gen.-giu. 2024  | Willem II       | 1D              | 13         | 2          | CO              | 0               | 0               | -                  | -                  | -                  | -           | -           | -           | 13     | 2      |        |
| 2024-2025       | Willem II       | ED              | 4          | 0          | CO              | 0               | 0               | -                  | -                  | -                  | -           | -           | -           | 4      | 0      |        |
| Totale carriera | Totale carriera | Totale carriera | 33         | 2          |                 | 1               | 0               |                    | -                  | -                  |             | -           | -           | 34     | 2      |        |